# Isachne salzmannii
Isachne salzmannii är en gräsart som först beskrevs av Carl Bernhard von Trinius och Ernst Gottlieb von Steudel, och fick sitt nu gällande namn av Stephen Andrew Renvoize. Isachne salzmannii ingår i släktet Isachne och familjen gräs. Inga underarter finns listade i Catalogue of Life.